# Abe Vigoda
Abraham Charles „Abe“ Vigoda (24. února 1921 – 26. ledna 2016) byl americký herec.
Ztvárnil velký počet rolí, známost mu přinesla zvláště role Salvatora Tessii ve filmu Francise Forda Coppoly Kmotr, ztvárnění detektiva Sgt. Phila Fishe na ABC v sitcomu Barney Miller, který běžel od roku 1975 do roku 1977 a televiznímu seriálu Fish v roce 1978. Vigoda zemřel ve spánku 26. ledna 2016 ve věku 94 let.